# Idiotropa henoni
Idiotropa henoni là một loài bọ cánh cứng trong họ Elateridae. Loài này được Abeille de Perrin miêu tả khoa học năm 1894.